# Szpital Bielański
Szpital Bielański im. ks. Jerzego Popiełuszki – szpital znajdujący się w Warszawie w dzielnicy Bielany.

## Opis
Szpital został zaprojektowany w stylu socrealistycznym przez architektów Juliana Sadłowskiego i Leopolda Koehlera. Szpital był największą inwestycją szpitalną w okresie Planu sześcioletniego w Warszawie. Prace budowlane przy zespole budynków szpitala o kubaturze 150 000 m³ i 600 łóżkach rozpoczęto w 1953. Szpital od początku planowano jako ośrodek doskonalenia lekarzy. Szpital rozpoczął działalność w grudniu 1960. Budowa placówki trwała długo – ponad 10 lat od chwili, gdy dr Aleksander Pacho (pierwszy po wojnie Kierownik Stołecznego Wydziału Zdrowia) wybrał i zatwierdził jej lokalizację.
Pierwszym dyrektorem był Andrzej Trojanowski. W północnym ramieniu placówki znajdowały się oddziały: internistyczny, urologiczny, chirurgii dziecięcej, obserwacyjny, neurologiczny, pracownia rentgenodiagnostyczna, poradnia stomatologiczna oraz pracownia protetyczna. W łączniku mieścił się zakład fizykoterapii i rehabilitacji, punkt krwiodawstwa, pracownia serologiczna, blok operacyjny, pomieszczenia administracyjne, laboratorium, punkt sterylizacyjny, kuchnia oraz sala wykładowa. W południowym skrzydle mieściły się oddział chirurgii ogólnej, urazowej, laryngologii, okulistyki, położnictwa oraz ginekologii. Jeszcze w 1960 roku działalność rozpoczęła przyszpitalna przychodnia.
W latach 80. do szpitala dobudowano 3-piętrowy pawilon. W roku 1982 oddział okulistyki przeniesiono do Szpitala Praskiego, tworząc w jego miejscu oddział diagnostyki endokrynologicznej.
W dniu 14 grudnia 1999 roku szpitalowi nadano imię księdza Jerzego Popiełuszki. Z tej okazji przy głównym wejściu wmurowana została tablica pamiątkowa.
W 2021 roku placówka została połączona ze Szpitalem Specjalistycznym „Inflancka” im. Krysi Niżyńskiej – „Zakurzonej”, przejmując jej zadania i mienie.
W 2022 roku oddano do użytku nowe skrzydło szpitala.

## Oddziały
- Szpitalny Oddział Ratunkowy
- Oddział Chirurgiczny Ogólny
- Oddział Chirurgii Naczyniowej
- Oddział Chirurgii Urazowo-Ortopedycznej
- Oddział Neurochirurgiczny
- Oddział Ginekologiczno-Położniczy
- Oddział Otolaryngologiczny
- Oddział Urologiczny
- I Oddział Chorób Wewnętrznych
- II Oddział Chorób Wewnętrznych
- Oddział Gastroenterologiczny
- Oddział Intensywnej Terapii i Anestezjologii
- Oddział Kardiologiczny
- Oddział Neonatologiczny
- Oddział Neurologiczny
- Oddział Pediatryczny
- Oddział Psychiatryczny
- Oddział Dzienny Psychiatryczny-Rehabilitacyjny
- Oddział Dzienny Rehabilitacyjny
- Centralny Blok Operacyjny

Przy szpitalu funkcjonuje Przychodnia Przyszpitalna z 32 poradniami.
Od 2007 dyrektorem szpitala jest Dorota Gałczyńska-Zych.